# 紀元前329年
紀元前329年（きげんぜん329ねん）は、ローマ暦の年である。
当時は、「プリウェルナスとデキアヌスが共和政ローマ執政官に就任した年」として知られていた（もしくは、それほど使われてはいないが、ローマ建国紀元425年）。紀年法として西暦（キリスト紀元）がヨーロッパで広く普及した中世時代初期以降、この年は紀元前329年と表記されるのが一般的となった。

## 他の紀年法
- 干支 : 壬辰
- 日本
  - 皇紀332年
  - 孝安天皇64年
- 中国
  - 周 - 顕王40年
  - 秦 - 恵文君9年
  - 楚 - 威王11年
  - 斉 - 威王28年
  - 燕 - 易王4年
  - 趙 - 粛侯21年
  - 魏 - 恵王後元6年
  - 韓 - 宣恵王4年
- 朝鮮
  - 檀紀2005年
- ベトナム :
- 仏滅紀元 : 216年
- ユダヤ暦 :

## できごと

### マケドニア
- フラダ（英語版）から、 アレクサンドロス3世（大王）はヘルマンド川, アラコシア（英語版）の谷を制圧し、現在のカーブル付近の山を越えて パロパミソス（英語版）に至り、そこにコーカサスのアレクサンドリア（英語版）を建立する。
- バクトリアでベッソスがペルシア王アルタクセルクセス4世を名乗り、東部の州で反乱を起こす。
- ヒンドゥークシュを、おそらくカワック峠（英語版）を越えて[1]、アレクサンドロスは軍勢を率いて、食料不足にもかかわらず、北の方角のドラプサカへ行く。側面に回りこまれ、ベッソスはオクソス川の向こうへと逃亡した。
- 西へと進軍し、アレクサンドロスはバクトリアのサトラップとしてフリュギアのアルタバゾス（英語版）と会見する。
- オクソス川を渡り、アレクサンドロスは、ベッソスを追撃するためプトレマイオス将軍を派遣する。その時ベッソスはソグディアナ人のスピタメネスにより打ち倒される。ベッソスは捕らえられ、鞭打たれ、アレクサンドロスをなだめる事を願い、バクトリアにいるプトレマイオスの元へ送られる。ベッソスはエクバタナで公開処刑される。ベッソス(アルタクセルクセス4世)の死とともに、アレクサンドロスに対するペルシア人の抵抗は終わる。
- マラカンダから、キュロポリス（英語版）を抜けてペルシア帝国の国境であるヤクサルテス川へアレクサンドロスは前進する。その場所で彼は、カタパルトを用いてスキュティア人遊牧民の反対勢力を破る。北岸で彼らを打ち負かした後、奥地まで追撃する。現在のヤクサルテス川沿いのホジェンドの場所に、"極東"を意味するアレクサンドリア・エスカテを建立する。

### 中国
- 秦は魏を攻撃し、汾陰・皮氏・焦を奪った。
- 楚の威王が死去し、子の槐（懐王）が即位した。
- 宋の剔成君の弟の偃がクーデターを起こして剔成君を追放し、宋君として即位した。

## 誕生
- 武王 (秦):秦の君主(紀元前307年死)

## 死去
- ベッソス(アルタクセルクセス5世):アケメネス朝ペルシアの貴族、バクトリアの総督(サトラップ)、アケメネス朝最後の王を称す
- 威王：楚の第37代王